# オラフ・ベーア
オラフ・ベーア（ドイツ語: Olaf Bär、1957年12月19日 - ）は、ドイツの声楽家（バリトン）、オペラ歌手、音楽教育者。ドレスデン出身。

## 経歴
オラフ・ベーアはドレスデンの労働者階級の家庭で育った。彼の両親自身は音楽家になろうと考えたことはなかったが、クラシック音楽に興味があり、息子の音楽的才能に早くから気付いていた。両親は、プッチーニ『蝶々夫人』の子供役（無声）を募集するラーデボイルのザクセン州立劇場の新聞広告に応募し、息子は3歳で最初のステージに登壇した。彼はクラウス・テンシュテットの指揮の下で25回その役を務め、クラシック音楽への関心をさらに高めた。彼の両親は身銭を切ってピアノを買い、彼は4歳でヒルデガルト・ヴェーナーからピアノのレッスンを受けた。
彼は学校に入学する前から読み書きができたので、学校の勉強で困ることはなかった。当時のクラス担任の先生のアドバイスで、両親は他の道に進ませようと考えた。 1967年、9歳でドレスデン聖十字架合唱団に入団し、すぐにソロを任されるようになった。モーツァルト『魔笛』1970年とハインリヒ・シュッツのオラトリオ『喜ばしきイエス・キリスト生誕の物語』1971年の2つの録音は、彼のボーイソプラノ時代を記録している。声変わりした後は、彼はドレスデン聖十字架合唱団の男声合唱団に移り、ソリストとしても活躍した。
18歳で彼は聖十字架合唱団を退団し、まず兵役に就いた。そして1978年からカール・マリア・フォン・ウェーバー音楽大学（ドレスデン音楽大学）でクリスティアン・エルスナーに師事し、リリック・バリトンとして声楽を学んだ。1981年には大学の公演でオペラデビュー。1982年に彼はカルロヴィ・ヴァリで開催された国際ドヴォルザークコンクールで優勝し、同じ年にフェリックス・メンデルスゾーン奨学金を受け取った。1983年には、ドイツ民主共和国のオペラハウスの歌唱コンクールと、ロンドンのワルサー・グリューナー国際歌唱コンクールで、さらに2つの1等賞を獲得した。ロンドンでの受賞に伴い、ウィグモア・ホールでリサイタルが行われ、コンクールの審査員であるジェフリー・パーソンズがピアノを伴奏した。これを機に、1995年にパーソンズが亡くなるまで、芸術的な協力関係が続いた。
1983年から1985年まで、彼はドレスデン・ゼンパー・オーパーのスタジオに所属し、1985年から1991年まで、彼はアンサンブルの常任メンバーであった。彼は「青年奉献式」を受けておらず、SED（ドイツ社会主義統一党）または他の衛星政党（SED支配下の合法政党）のメンバーでもなかったが、旅行に十分な自由を与えられ、オペラやコンサートの歌手として国際的なキャリアを築くことができた。彼は1985年ロンドンのコベント・ガーデン、1986年にエクサン・プロヴァンス音楽祭、ウィーン、ミラノ、フランクフルト・アム・マインでデビューし、1987年にグラインドボーン音楽祭、1988年にシカゴでジョン・エリオット・ガーディナー、ゲオルク・ショルティ、ネヴィル・マリナーなどの有名な指揮者と共演した。1980年代の終わりに、ゼンパー・オーパーは彼に宮廷歌手の称号を授与した。
1989 - 1990年、彼は技術的なミスのために声の危機に陥った。これは、専門家の助けを借りて、ほぼ2年かけて克服した。それから彼はベルリン、ミュンヘン、ハンブルク、チューリッヒ、アムステルダム、ブリュッセル、ダブリン、ストックホルム、パリ、ローマ、ナポリ、マドリード、バルセロナ、トロント、ニューヨーク、サンフランシスコ、ワシントンD.C.、フィラデルフィアを含む世界中のすべての主要な音楽の中心地で演奏した。さらに彼はオーストラリア、ニュージーランド、日本へのツアーも行なった。彼はザルツブルク音楽祭、ウィーン音楽週間、フォアアールベルクのシューベルティアーデ、ルールトリエンナーレなどの国際的な音楽祭の常連ゲストとなった。2002年には彼はバイロイト音楽祭にデビューした。彼は、コリン・デイヴィス、クリストフ・フォン・ドホナーニ、ベルナルト・ハイティンク、ニコラウス・アーノンクール、リッカルド・ムーティ、ロジャー・ノリントン、小澤征爾、アンドレ・プレヴィン、サイモン・ラトル、フランツ・ウェルザー＝メスト、アダム・フィッシャー、マルク・ミンコフスキ、ファビオ・ルイジ、ピエール・ブーレーズなどの指揮者の下で歌った。
また、スフェン＝エリック・ベヒトルフ、ルート・ベルクハウス、パトリス・シェロー、ユルゲン・フリム、ヨアヒム・ヘルツ、アンドレアス・ホモキ、ハンス・ノイエンフェルスなどの演出家とのコラボレーションは、彼が成長するうえで重要な機会となっている。
1998年、彼はツヴィッカウ市のロベルト・シューマン賞を受賞した。 2004年12月以来、彼はドレスデン音楽大学の教授であり、声楽のクラスを担当している。2021年現在はリート＆コンサートクラスの責任者を務めている。また、シュトゥットガルトのバッハ・アカデミーなど、ドイツ・リートの分野を中心に世界各地でマスタークラスを開催している。
今日の彼の定期的なピアノ伴奏者は、ヘルムート・ドイチュ、カミーロ・ラディッケ、ヴォルフラム・リーガーである。
彼はダンサーのカロラ・タウツ＝ベーアと結婚し、ドレスデンに住んでいる。

## レパートリー
オラフ・ベーアは、オペラ、オラトリオ、歌曲のいずれにも同等に力を入れている。彼の舞台のレパートリーは18世紀から20世紀まで（モーツァルト、ウェーバー、シューベルト、ヴェルディ、ワーグナー、シュトラウス、フンパーディンク、レオンカヴァッロ、プッチーニ、シュトラウス、コルンゴルトの役を含む）で、特にモーツァルトとリヒャルト・シュトラウスが目立つ（例えば、『フィガロの結婚』アルマヴィーヴァ伯爵、『ドン・ジョヴァンニ』タイトル・ロール、『コジ・ファン・トゥッテ』グリエルモとドン・アルフォンソ、『魔笛』パパゲーノと弁者。『ばらの騎士』フォン・ファニナル、『ナクソス島のアリアドネ』ハルレキンと音楽教師、『カプリッチョ』オリヴィエと伯爵、など）。 1980年代、彼は3つのオペラ初演に参加した（ヤン・トリーダー: Meister Mateh, 1983年、ジークフリート・マットゥス: Die Weise von Liebe und Tod des Cornets Christoph Rilke, 1985年、エッケハルト・マイヤー: Der goldene Topf, 1989年）。ハンス・ノイエンフェルスの「ピアノのためのオペラ」『シューマン、シューベルトと雪』（2005年にボーフムで初演）におけるシューマン役は、特にオラフ・ベーアのために書かれたものである。
宗教曲の分野では、ファッシュ、ゼレンカ、テレマン、 JSバッハ、ヘンデル、 C.Ph.E.バッハ、ハイドン、ブラームス、フォーレ、デュリュフレ、ブリテンの作品などを歌っている。
彼の歌曲のレパートリーには、ベートーベン、シューベルト、シューマン、ブラームス、ヴォルフなどのスタンダードな作品から、ウェーバー、マルシュナー、ゲッツ、フンパーディンク、シェックなど、あまり歌われない作品まで多岐にわたる。彼は、彼の世代で最も重要な歌曲の解釈者の1人とみなされている。彼の演奏は、やや柔らかく叙情的な声と、言葉の明瞭な表現が特徴である。彼はペーター・シュライアーを芸術的な手本としている。

## 録音
1983年にウィグモア・ホールで行われたオラフ・ベーアの初リサイタルには、レコード会社EMIの代表者が参加し、彼と独占契約を結んだ。 1985年から1997年まで（当初は東ドイツのドイツ・シャルプラッテンと共同制作）、ジェフリー・パーソンズと、 ヘルムート・ドイッチュ（1994年から）をピアノ伴奏者に迎え、合計18曲の歌曲を録音したほか、ハンス・フォンク指揮によるモーツァルトのアリア・リサイタルが行なわれた。同時に、彼の参加を得て、12のオペラと17の教会音楽の録音が、フィリップス、アルヒーフ・プロダクション、デッカ、カプリッチオなどのレーベルからリリースされた。
クラシックCD業界での売り上げの減少（彼の最後の2枚のCDにも影響を及ぼした）のため、EMIとの彼の独占契約は1998年に終了した。シュレーカーとマルクスの曲を収録する予定のCDは実現しなかった。それ以来、ソロ録音（Denon、カプリッチオ、Musicaphon、Glorのレーベルによる）といくつかのオペラや教会音楽の録音が収録されたCDは4枚しかリリースされていない。

## 著作
- 「解釈者視点から見たロベルト・シューマンの歌曲」Irmgard Knechtges-Obrecht（編）『ロベルト・シューマンに捧ぐ。－25周年を記念したロベルトシューマン協会デュッセルドルフの記念論文集。－』Dohr ケルン 2004 P.87ff.